# Sofie Ribbing

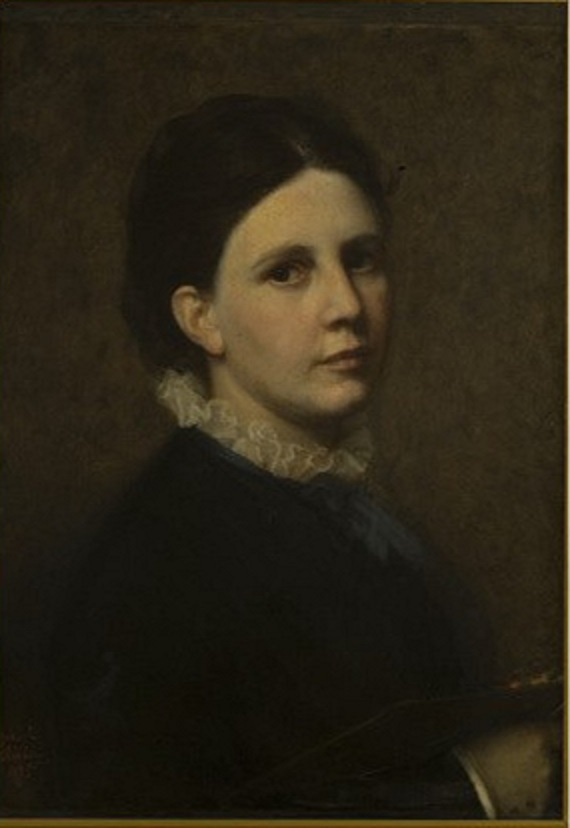
Autorretrato, 1880

Sofie Amalia Ribbing (Adelöv, Municipio de Tranås, Provincia de Jönköping, 6 de marzo de 1835 – Oslo, 7 de diciembre de 1894) fue una pintora sueca de la escuela de Düsseldorf especializada en retratos y escenas frecuentemente familiares.

## Biografía

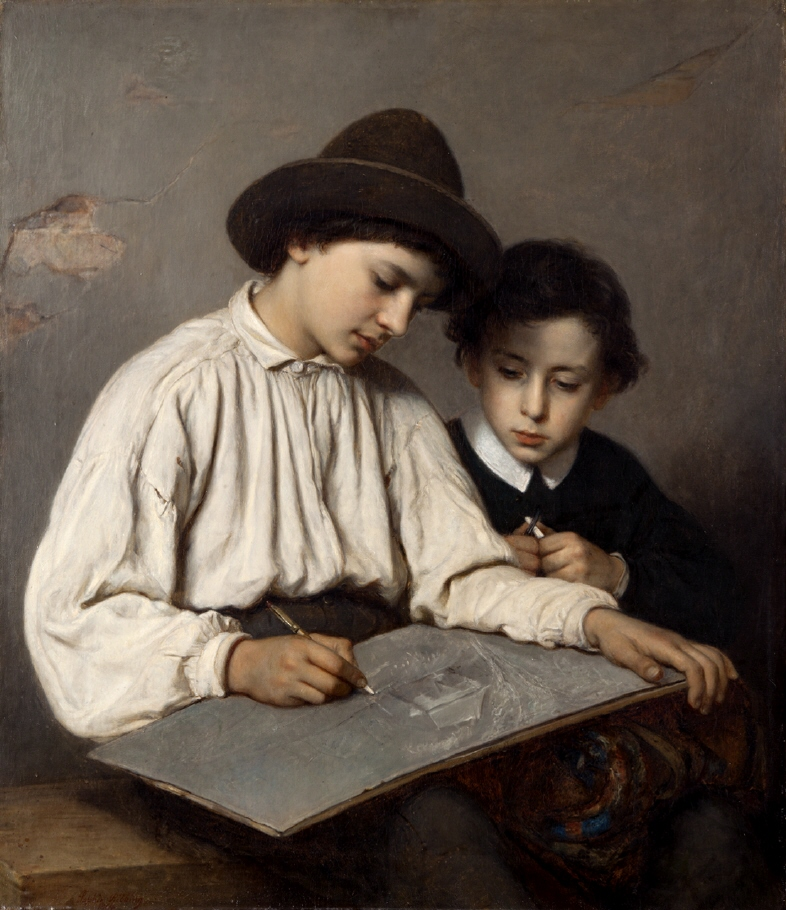
Chicos dibujando (1864) Museo de Arte de Gotemburgo

Era hija de Per Arvid Ribbing y Carolina Augusta Ehrencrona. Su padre era el presidente del tribunal de distrito local (Häradshövding).
Cuando tenía cuatro años, su familia se trasladó a la parroquia de Hakarp, más cerca de Jönköping. Desde 1850, estudió en la Real Academia de Bellas Artes en Estocolmo y luego en la Kunstakademie Düsseldorf, donde estudió con el que presidiría la academia Karl Ferdinand Sohn. Luego marchó a París, donde estudió entre otros con Jean-Baptiste-Ange Tissier, y más tarde a Bruselas, donde estudió con el pintor y gravador Louis Gallait. 
En los años 1860, tuvo un taller en Copenhague. En 1866, gracias a Gallait, expuso en el Salón de Bruselas y ese mismo año en la Exposición Industrial de Estocolmo. 
Pasó luego largas temporadas en Londres, donde expuso en 1872 y 1888, y La Haya. También en Roma con su amiga, la pintora Agnes Börjesson. 
Falleció en Christianía (actual Oslo) mientras visitaba Noruega.